# Rozenn Illiano
Rozenn Illiano, née le 16 février 1985 en Île-de-France, est une autrice de fantasy et de science-fiction et illustratrice française. Elle est l'autrice d'un multivers nommé Le Grand Projet où elle publie ses créations.

## Biographie
Née le 16 février 1985, en région parisienne, Rozenn Illiano vit à Rennes, mais elle a des racines méditerranéennes. 
Elle crée à vingt ans un site Internet où elle met en scène un multivers qui mélange les univers de ses créations, que ce soit des textes (livres, nouvelles, jeunesse) ou d'autres formes d'art. Elle l'appelle Le Grand Projet et elle autopublie une grande partie des ouvrages qu'elle écrit. La trame principale concerne des anges surnommés les « marcheurs de rêves » et des « nocturnes ».

## Style
Illustratrice autodidacte, Rozenn Illiano s'inspire de mondes féeriques, oniriques et surréalistes. Autrice prolifique – une douzaine de romans et plus d'une cinquantaine de nouvelles en une dizaine d'années – elle est saluée pour ses personnages nuancés, son ambiance, les frissons de l'enquête ainsi que son humour dans son roman Le Phare au Corbeau qui mélange un univers fantastique avec le folklore breton.

## Œuvres

### En tant qu'autrice

#### Roman jeunesse
- Le Chat qui avait peur des ombres, ill. Xavier Collette, 2010  (ISBN 978-2-3622-1109-6)

#### Romans
- Chroniques du Cercle
  - Elisabeta, tome 1, édition Oniro Prods, 2017  (ISBN 978-2-4900-4020-9)
  - Sinteval, tome 2, édition Oniro Prods, 2020  (ISBN 978-2-4900-4009-4)
- Midnight City :
  - Midnight City, tome 1, édition Oniro Prods, 2019  (ISBN 978-2-4900-4011-7)
  - Night Travelers, tome 2, édition Oniro Prods, 2020  (ISBN 978-2-4900-4012-4)
- Town :
  - Tueurs d'Ange, tome 1, édition Oniro Prods, 2017  (ISBN 978-2-4900-4000-1)
  - Oracles, tome 2, édition Oniro Prods, 2017  (ISBN 978-2-4900-4002-5)
  - Passeurs, tome 3, édition Oniro Prods, 2018  (ISBN 978-2-4900-4005-6)
  - Clairvoyants, tome 4, édition Oniro Prods, 2018  (ISBN 978-2-4900-4006-3)
  - 600 jours d'apocalypse, tome 5, édition Oniro Prods, 2019  (ISBN 978-2-4900-4007-0)
- Onirophrénie, édition Oniro Prods, 2018  (ISBN 978-2-4900-4003-2)
- Le Phare du Corbeau, édition Critic, 2019  (ISBN 978-2-3757-9127-1)[7], rééd. Gallimard, 2022
- Érèbe, édition Oniro Prods, 2020  (ISBN 978-2-4900-4013-1)
- L'Ombre dans la Pluie, édition Oniro Prods, 2021  (ISBN 978-2-4900-4015-5)

#### Recueils de nouvelles
- Rozenn illiano, Le Rêve du Prunellier, autoédité, 2013
- Rozenn Illiano, Fêlures, autoédité, 2015, 105 p. (ISBN 978-2-9544-1272-6)
- Rozenn Illiano, 18.01.16, Oniro Prods, 2017, 234 p. (ISBN 978-2-9544-1276-4)

#### Novelas et nouvelles
- Rozenn Illiano, Notre-Dame de la mer, Oniro Prods, 2016, 94 p. (ISBN 978-2-9544-1274-0)
- Rozenn Illiano, Estelle Faye (dir.) et Jérôme Akkouche (dir.), Dimension : Routes de Légendes, Légendes de la Route, Riviere blanche, 2017, 432 p. (ISBN 978-1-6122-7590-1), « Rouge »
- Rozenn Illiano et Sophie Castillo, Miroirs, 2020

### En tant qu'illustratrice
- Flora Greys, Kévin Eïron Devis, Elfenn, Anne Rossi et Magali Herbert (ill. Rozenn Illiano), Magie celtique : Avant-goût d'éternité, Sortilèges, 2012, 184 p. (ISBN 979-1-0912-2803-9)
- Aurélie Wellenstein, Florence Chevalier, Frédéric Gobillot, Céline Lacomblez, Nicolas Saintier et Marie Laneret (ill. Rozenn Illiano), Magie Celtique : Sombre rencontre, Sortilèges, 2012, 176 p. (ISBN 979-1-0912-2804-6)
- Jeanne-A Debats (ill. Rozenn Illiano), Metaphysique du Vampire, Ad Astra, 2012, 180 p. (ISBN 978-2-9192-4108-8)
- Alissandre (ill. Rozenn Illiano), Sirellia, Sortilèges, 2012, 280 p. (ISBN 979-1-0912-2801-5)